# AssoConnect
 (février 2024).
L'article doit être relu — et modifié si nécessaire — par des contributeurs indépendants pour apporter un regard critique aux contributions effectuées en violation des conditions d'utilisation de Wikipédia, tant sur la forme (notamment concernant le style encyclopédique, la proportionnalité) que sur le fond (la neutralité de point de vue, la qualité et l'indépendance des sources).
AssoConnect est une entreprise française de services pour le secteur associatif. Elle édite notamment un logiciel en ligne permettant aux responsables et bénévoles d'associations de gérer leurs tâches quotidiennes (gestion des membres, collecte de paiements, comptabilité, communication, etc.).
La société est créée en 2014 par Arnaud de La Taille, Pierre Grateau et Sylvain Fabre. Début 2021, l’équipe est basée à Paris et compte 75 salariés.

## Création
AssoConnect est née en 2014 pour faciliter la gestion des associations. L'entreprise développe un logiciel tout-en-un exclusivement destiné à ce secteur. Ses fondateurs, Arnaud de La Taille, Pierre Grateau et Sylvain Fabre, tous trois engagés dans la vie associative, voient dans la transition numérique l’opportunité de dynamiser les associations,.

## Croissance
Entre 2014 et 2017, AssoConnect se développe en autofinancement. En juillet 2017, la start-up lève 2 millions d’euros auprès du fonds ISAI et de business angels..
En avril 2019, l'entreprise sort une version gratuite de son logiciel, destinée aux associations de moins de 30 membres,. Au même moment, elle lance une nouvelle plateforme de gestion pour associations en partenariat avec l'assureur MAIF,.
En janvier 2020, AssoConnect lève 7 millions d'euros auprès d'ISAI, son investisseur historique, XAnge et plusieurs business angels (Pierre Valade, Cyril Vermeulen, Rodolphe Carle, Thibaud Elzière).
Fin 2019, AssoConnect assiste 10 000 associations dans leur quotidien en France, en Belgique, au Canada aux États-Unis et dans quelques pays de l’Union européenne et d’Afrique.

## Logiciel
AssoConnect est un logiciel en ligne (SaaS) qui simplifie et automatise l’ensemble des tâches de gestion d’une association,.
Depuis leur plateforme, les responsables d’associations peuvent notamment gérer leur base de membres, les adhésions, la comptabilité, la collecte de dons, la communication, la création de leur site Internet.